# TT127
La tombe thébaine TT 127 est située à Cheikh Abd el-Gournah, dans la nécropole thébaine, sur la rive ouest du Nil, face à Louxor en Égypte.
C'est la sépulture de Senemiâh, scribe qui compte les pains de Haute et Basse-Égypte, sous les règnes d'Hatchepsout et Thoutmôsis III (XVIIIe dynastie).
La tombe a ensuite été réutilisée par Piay et son fils Pairy durant la période ramesside, mais rien de ce qui concerne le propriétaire initial n'a été détruit, voire restauré.

## Structure de la tombe
La tombe comporte une entrée, trois salles et deux passages. La première salle est transversale après l'entrée, et comporte deux ailes, à l'est et à l'ouest ; elle mesure environ 10 × 2,6 m. La deuxième salle est longitudinale ; elle mesure environ 5,8 × 2 m. La troisième salle, au fond, est de nouveau transversale ; ses dimensions approximatives sont 5,6 × 2,5 m.